# Los Ángeles (Madrid)

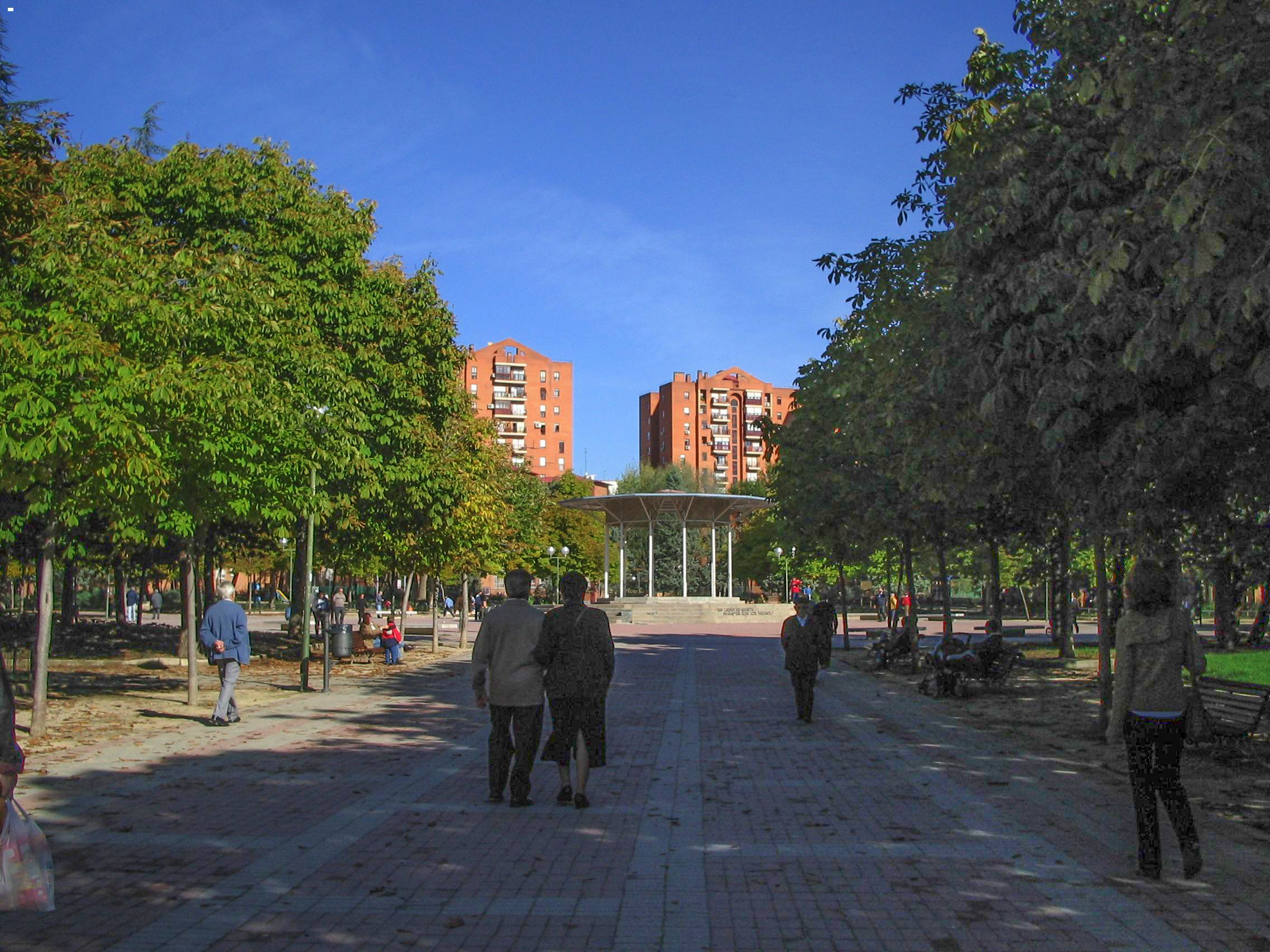
Parc Ciudad de los Ángeles.

Los Ángeles és un barri de Madrid integrat en el districte de Villaverde, conegut popularment com a Ciudad de los Ángeles. Té una superfície de 193,72 hectàrees i una població de 33.578 habitants (2009).
Limita al nord amb Orcasur (Usera), a l'est amb Los Rosales i a l'est i sud amb San Andrés (antic Villaverde Alto). Està delimitat al nord per la M-40, a l'est per l'Avinguda d'Andalucía i al sud i oest per les vies del ferrocarril auxiliar de la indústria.

## Transport públic

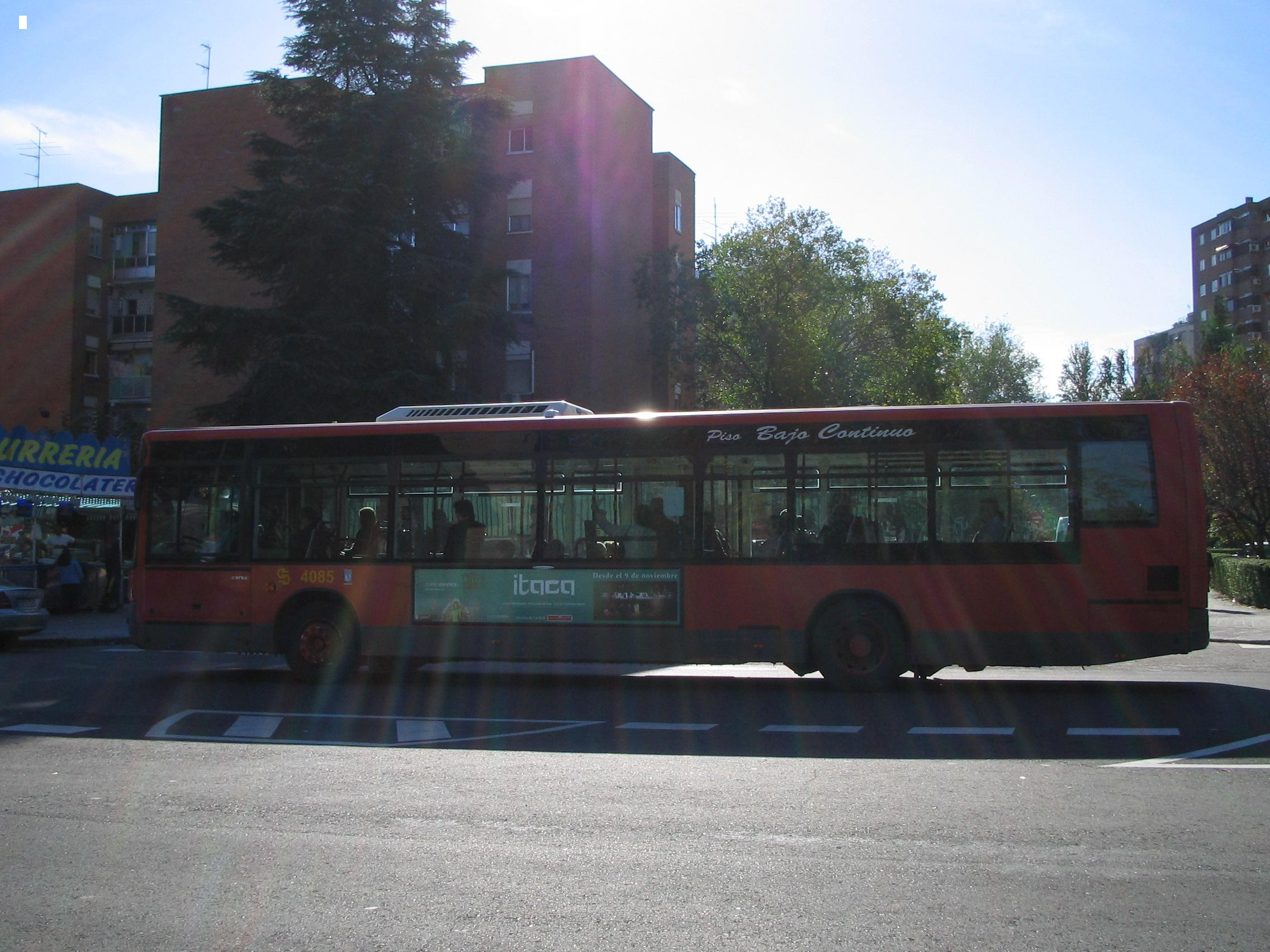
Bus de l'EMT al C/Anoeta.

### Autobusos
La Ciudad de los Ángeles compta amb els autobusos de l'Empresa Municipal de Transports de Madrid: la línia 18 (Plaza Mayor - Villaverde Cruce) i la línia 116 (Glorieta de Embajadores - Villaverde Cruce). També passa pel barri l'autobús 86 (Atocha - Villaverde Alto).

### Metro

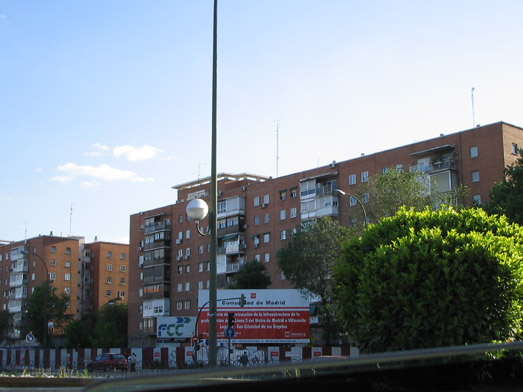
Obres del metro.

La línia 3 de Metro, gràcies a les obras d'ampliació que s'inauguraren el 21 d'abril de 2007 amb dues estacions sota l'Avinguda d'Andalucía que donen servei a la Ciudad de los Ángeles. Una d'elles està situada entre el barri de l'Espinillo i la Ciudad de los Ángeles, l'Estació de Ciudad de los Ángeles i la de Villaverde Bajo-Cruce, a la zona coneguda com el cruce de Villaverde, en la confluència del carrer Alcocer, Carretera de Villaverde a Vallecas i l'Avenida de Andalucía.